# Lijst van diskjockeys op Radio 538
Dit is een lijst met de huidige en voormalige diskjockeys van het Nederlandse commerciële radiostation Radio 538.
Legenda

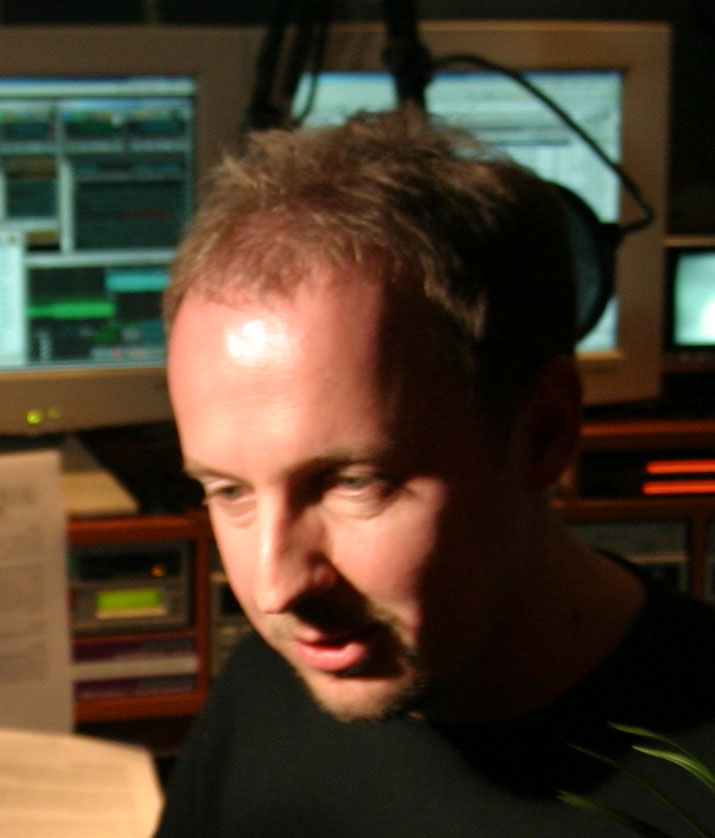
Edwin Evers

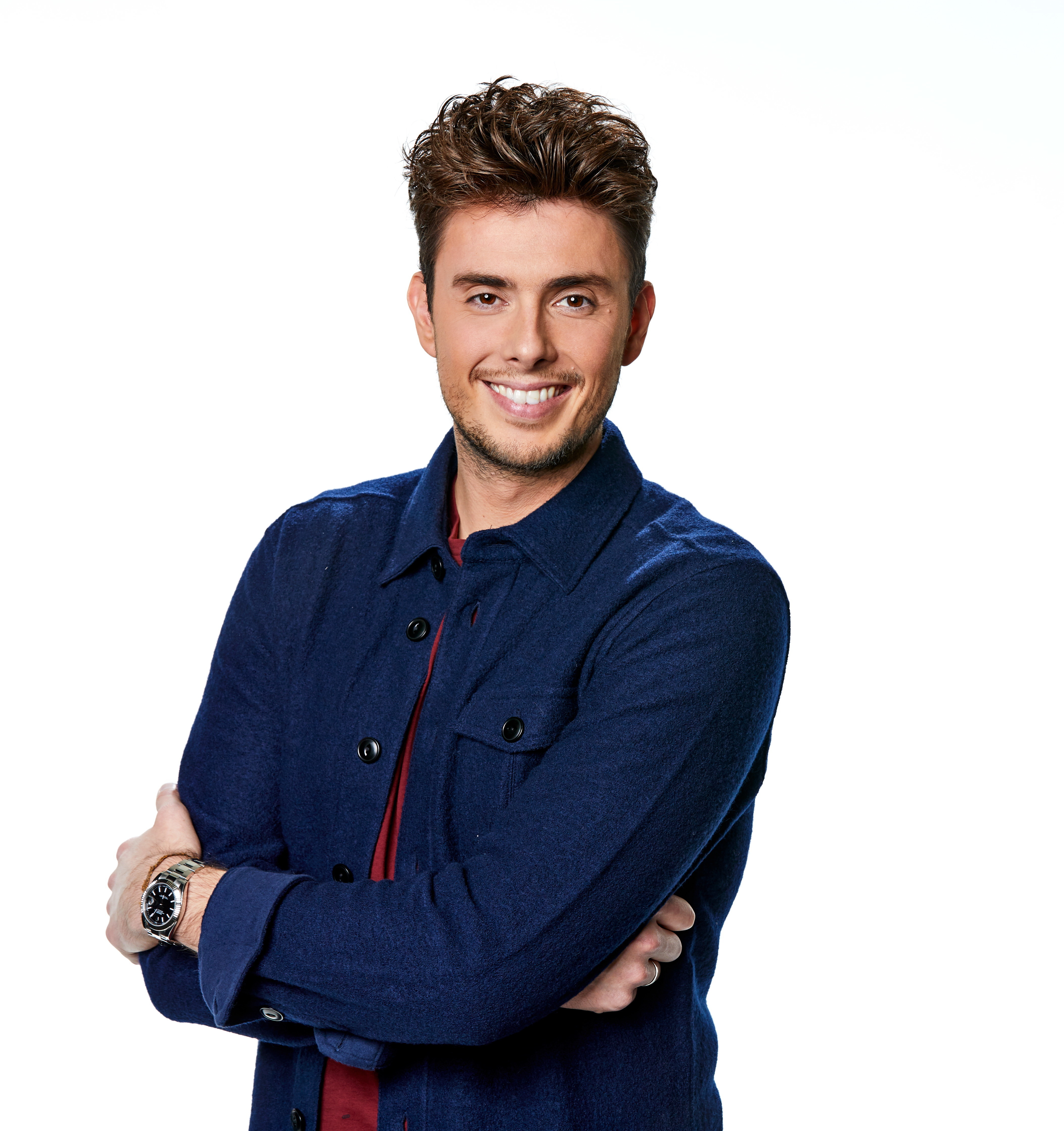
Mark Labrand

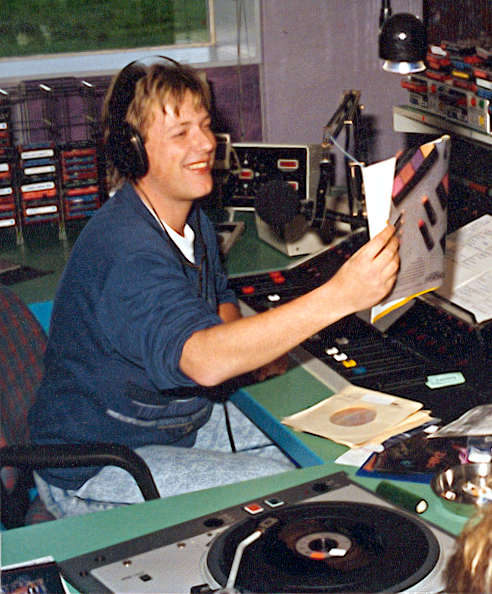
Bart van Leeuwen

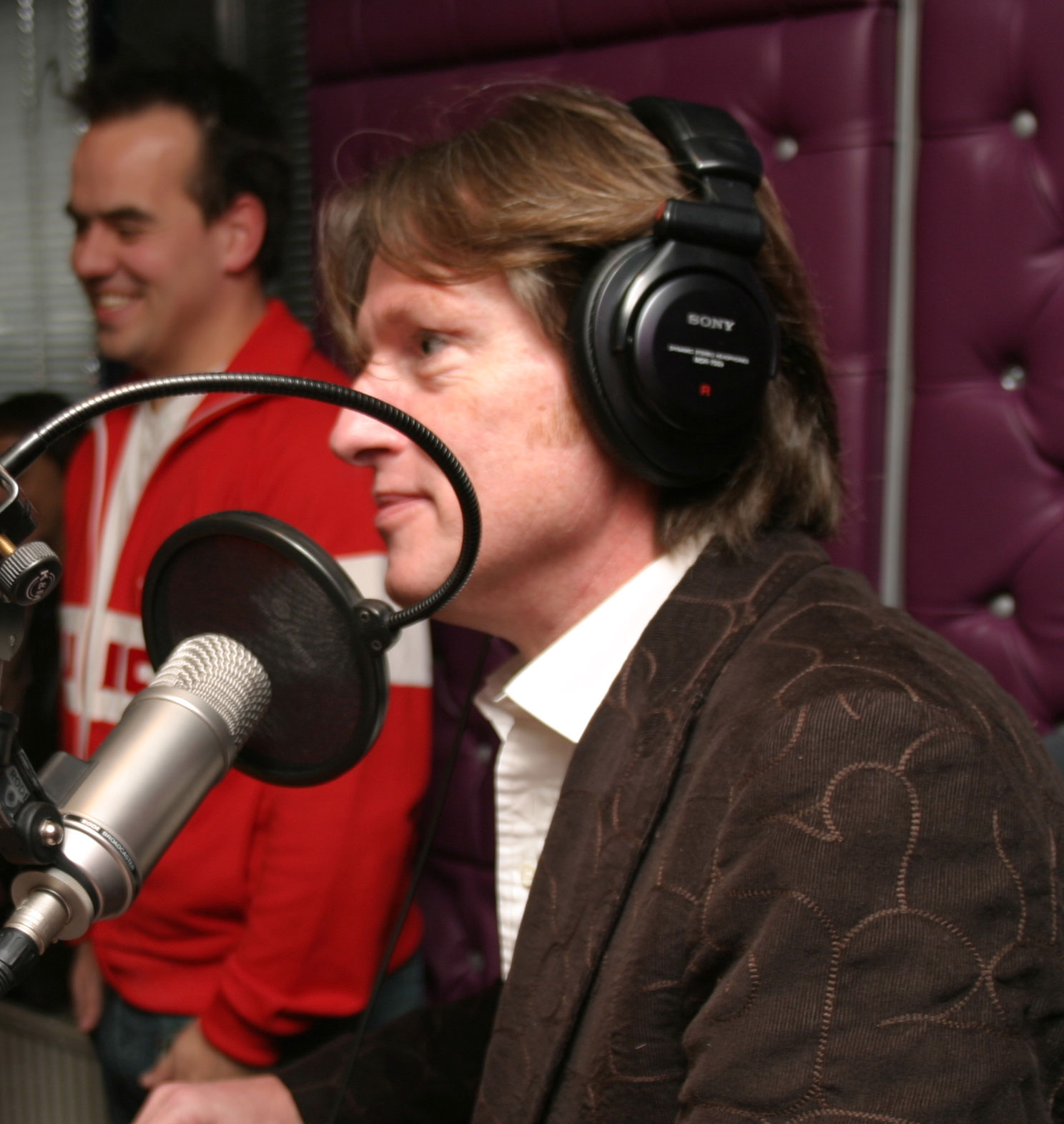
Erik de Zwart

-  = Actieve diskjockeys zijn voorzien van een gekleurd blokje.
- Jaartallen betreffen alleen dj-werk (geen werk als sidekick of productie).

## A
|  | Naam                 | Periode(s) | Opmerkingen |
|  | -------------------- | ---------- | ----------- |
|  | Gert-Jan van Ackooij | 2013–2015  |             |
|  | Mark van den Akker   | 1998–2004  |             |

## B
|  | Naam                  | Periode(s)           | Opmerkingen                        |
|  | --------------------- | -------------------- | ---------------------------------- |
|  | Desmond Baidjoe       | 2014–2020            |                                    |
|  | Colin Banks           | 1999–2000            |                                    |
|  | Kimberly van de Berkt | 2010–2013            |                                    |
|  | Martijn Biemans       | 2012–2017            |                                    |
|  | Dylan Boet            | 2022–                |                                    |
|  | Danny Blom            | 2020–2024            |                                    |
|  | Menno de Boer         | 2003–2006, 2013–2020 |                                    |
|  | Cobus Bosscha         | 2000–2001            | Sinds 2024 sidekick bij Evers & Co |
|  | Froukje de Both       | 2002–2012            |                                    |
|  | Ivo van Breukelen     | 2014–2022            |                                    |
|  | Niek van der Bruggen  | 2006–2013, 2019–2023 |                                    |
|  | Armin van Buuren      | 2011–2020, 2022–     |                                    |

## C
|  | Naam                  | Periode(s)       | Opmerkingen  |
|  | --------------------- | ---------------- | ------------ |
|  | Robbert van de Corput | 2014–2020, 2023– | Als Hardwell |

## D
|  | Naam              | Periode(s)                  | Opmerkingen |
|  | ----------------- | --------------------------- | ----------- |
|  | Frank Dane        | 2001–2004, 2007–2010, 2012– |             |
|  | Barend van Deelen | 2017–2022                   |             |
|  | Wessel van Diepen | 1992–2006, 2013–            |             |
|  | Edit den Doosch   | 2003                        |             |
|  | Anita Doth        | 1996                        |             |
|  | Lindo Duvall      | 1998–2011, 2021–            |             |

## E
|  | Naam         | Periode(s)             | Opmerkingen |
|  | ------------ | ---------------------- | ----------- |
|  | Jos Eggink   | 2010–2011              |             |
|  | Jan Engelaar | 2002–2007              | Als DJ Jean |
|  | Edwin Evers  | 2000–2018, 2020, 2024– |             |

## F
|  | Naam          | Periode(s) | Opmerkingen |
|  | ------------- | ---------- | ----------- |
|  | Igmar Felicia | 2019–2022  |             |

## G
|  | Naam                | Periode(s)           | Opmerkingen                                     |
|  | ------------------- | -------------------- | ----------------------------------------------- |
|  | Martijn Garritsen   | 2014–                | Als Martin Garrix                               |
|  | Wouter van der Goes | 1995–1998            |                                                 |
|  | Jurjen Gofers       | 1998–2006, 2021–2022 |                                                 |
|  | Sunnery Gorré       | 2017–2021, 2022–     | Als onderdeel van Sunnery James & Ryan Marciano |
|  | Fedde le Grand      | 2013–2016            |                                                 |
|  | Stefan de Groot     | 2008–2010            |                                                 |
|  | David Guetta        | 2009–2019, 2021–     |                                                 |

## H
|  | Naam              | Periode(s)           | Opmerkingen |
|  | ----------------- | -------------------- | ----------- |
|  | Sander de Heer    | 1995–2000            |             |
|  | Anoûl Hendriks    | 2017–2019            |             |
|  | Joey Hereman      | 2008–2010            |             |
|  | Gordon Heuckeroth | 2001–2003, 2007–2008 |             |
|  | Jules van Hest    | 2001–2003            |             |
|  | Niels Hoogland    | 1995–2011            |             |
|  | Chantal Hutten    | 2017–2018            |             |

## I
|  | Naam             | Periode(s) | Opmerkingen |
|  | ---------------- | ---------- | ----------- |
|  | Jeroen van Inkel | 2000–2003  |             |

## J
|  | Naam            | Periode(s) | Opmerkingen                     |
|  | --------------- | ---------- | ------------------------------- |
|  | Wietze de Jager | 2018–2023  |                                 |
|  | Steven Jansen   | 2017–      | Als onderdeel van Lucas & Steve |

## K
|  | Naam            | Periode(s)             | Opmerkingen                                                    |
|  | --------------- | ---------------------- | -------------------------------------------------------------- |
|  | Timo Kamst      | 2002–2003              | Nog actief als producer in het weekend, o.a. van de 538 Top 50 |
|  | Jente Kater     | 1998–2000              |                                                                |
|  | Eddy Keur       | 2014–2015              |                                                                |
|  | Corné Klijn     | 1992–1995              |                                                                |
|  | Tim Klijn       | 1999–2014, 2017, 2023– |                                                                |
|  | Martijn Kolkman | 1998–2004              |                                                                |
|  | Dimitris Kops   | 2015–2018              |                                                                |

## L
|  | Naam             | Periode(s)       | Opmerkingen                                     |
|  | ---------------- | ---------------- | ----------------------------------------------- |
|  | Martijn La Grouw | 2024–            |                                                 |
|  | Mark Labrand     | 2008–            |                                                 |
|  | Ryan de Lange    | 2017–2021, 2022– | Als onderdeel van Sunnery James & Ryan Marciano |
|  | Sander Lantinga  | 2015–2023        |                                                 |
|  | Bart van Leeuwen | 1994–2000        |                                                 |
|  | Robin Lefeber    | 2008–2014        |                                                 |
|  | Daniël Lippens   | 2014–2020        |                                                 |
|  | Robert de Loor   | 2007–2008, 2011  |                                                 |
|  | Kylian van Luijt | 2023–            |                                                 |
|  | Will Luikinga    | 1992–1997        |                                                 |

## M
|  | Naam                 | Periode(s) | Opmerkingen |
|  | -------------------- | ---------- | ----------- |
|  | Ferry Maat           | 1992–1995  |             |
|  | Mart Meijer          | 2018–2022  |             |
|  | Bas Menting          | 2016–      |             |
|  | Floris Molenaar      | 2024–      |             |
|  | Dorus van Mosselveld | 2014–2016  |             |
|  | Martijn Muijs        | 2009–2013  |             |

## N
|  | Naam                | Periode(s) | Opmerkingen |
|  | ------------------- | ---------- | ----------- |
|  | Jeroen Nieuwenhuize | 1998–2018  |             |
|  | Edwin Noorlander    | 2011–2020  |             |

## P
|  | Naam              | Periode(s)      | Opmerkingen |
|  | ----------------- | --------------- | ----------- |
|  | Barry Paf         | 1997–2016       |             |
|  | Michael Pilarczyk | 1992–1998, 2011 |             |

## R
|  | Naam               | Periode(s)                           | Opmerkingen |
|  | ------------------ | ------------------------------------ | ----------- |
|  | Julia van Reyendam | 2022–                                |             |
|  | Erwin van Rijn     | 2001–2002                            |             |
|  | Nicky Romero       | 2013–2016                            |             |
|  | Jaimy de Ruijter   | 2021–2022                            |             |
|  | Dennis Ruyer       | 2000–2021, 2021–2022 invaller, 2022– |             |

## S
|  | Naam              | Periode(s) | Opmerkingen |
|  | ----------------- | ---------- | ----------- |
|  | Kees Schilperoort | 1992–1998  |             |
|  | Elmer Schuitema   | 1990       |             |
|  | Sylvana Simons    | 1999–2001  |             |
|  | Arlo van Sluis    | 1993–2000  |             |
|  | Coen Swijnenberg  | 2015–2023  |             |

## T
|  | Naam            | Periode(s) | Opmerkingen |
|  | --------------- | ---------- | ----------- |
|  | Jens Timmermans | 1997–2017  |             |

## V
|  | Naam                | Periode(s)       | Opmerkingen |
|  | ------------------- | ---------------- | ----------- |
|  | Niels van der Veen  | 2023–            |             |
|  | Michiel Veenstra    | 1997–2000        |             |
|  | Rick van Velthuysen | 1992–2008        |             |
|  | Dennis Verheugd     | 2000–2013        |             |
|  | Tijs Verwest        | 2007–2011, 2015– | Als Tiësto  |

## W
|  | Naam             | Periode(s)                      | Opmerkingen                     |
|  | ---------------- | ------------------------------- | ------------------------------- |
|  | Nick van de Wall | 2011–2019, 2022–                | Als Afrojack                    |
|  | Jordi Warners    | 2022–                           |                                 |
|  | Lucas de Wert    | 2017–                           | Als onderdeel van Lucas & Steve |
|  | Erik Werner      | 2004–2008                       |                                 |
|  | Marnix Westhuis  | 2023–                           |                                 |
|  | Ruud de Wild     | 1995–1998, 2004–2007, 2010–2015 |                                 |
|  | Jeffrey Willems  | 1992–1993                       |                                 |

## Z
|  | Naam          | Periode(s) | Opmerkingen |
|  | ------------- | ---------- | ----------- |
|  | Erik de Zwart | 1992–2002  |             |